# Haines (Oregón)
Haines es una ciudad ubicada en el condado de Baker en el estado estadounidense de Oregón. En el año 2000 tenía una población de 426 habitantes y una densidad poblacional de 208.2 personas por km².

## Geografía
Haines se encuentra ubicada en las coordenadas 44°54′42″N 117°56′24″O / 44.91167, -117.94000.

## Historia
La ciudad fue establecida en el año 1885 o 1886 a lo largo de la línea ferroviaria de la Oregon Railway and Navigation Company Habiendo funcionado como una parada de revisión y mantenimiento antes de eso.

## Demografía
Según la Oficina del Censo en 2000 los ingresos medios por hogar en la localidad eran de $25,000, y los ingresos medios por familia eran $26,500. Los hombres tenían unos ingresos medios de $18,750 frente a los $14,875 para las mujeres. La renta per cápita para la localidad era de $13,134. Alrededor del 25.0% de la población estaban por debajo del umbral de pobreza.